# Josefa Idem
Josefa Idem (Goch, Renânia-Palatinado, 23 de setembro de 1964) é uma velocista italiana na modalidade de canoagem.

## Carreira
Foi vencedora das medalha de Ouro em K-1 500 m em Sydney 2000.
Foi vencedora das medalhas de Prata em K-1 500 m em Atenas 2004 e Pequim 2008.
Foi vencedora das medalhas de bronze em K-1 500 m e K-2 500 m em Atlanta 1996 e Los Angeles 1984, respetivamente.